# ICT4D
ICT4D son las siglas en inglés de Information and Communication Technologies for Development: Tecnologías de la Información y las Comunicaciones para el Desarrollo.
El término se refiere a la aplicación de las nuevas tecnologías (las TIC) en países en vías de desarrollo dentro del marco del desarrollo socioeconómico. ICT4D se centra en aplicar directamente las TIC para la reducción de la pobreza. 
Las TIC pueden ser aplicadas tanto con un sentido directo donde su uso beneficia a la población desfavorecida, como en un sentido indirecto donde las TIC asisten a organizaciones cooperantes, ONG, gobiernos o negocios para mejorar las condiciones socioeconómicas. 
En muchas regiones empobrecidas del mundo, se necesitan medidas legislativas y políticas para facilitar y habilitar la aplicación de las TIC, especialmente con respecto a las estructuras comunicativas monopólicas y leyes de censura.